# Metro (франшиза)
Metro — франшиза, що складається з романів та відеоігор, яка розпочалася з виходом роману Дмитра Глуховського Метро 2033 у 2005 році. Незважаючи на те, що проєкт розпочався у Росії, він також користується великою популярністю в Польщі, Румунії, Україні та Німеччині. Українська студія 4A Games розробила три відеогри за цим всесвітом: Metro 2033, Metro: Last Light та Metro Exodus.
Всі історії Метро мають один і той самий сеттінг — вигаданий світ оригінального роману Глуховського. Хоча в ньому описано лише його власне бачення постапокаліптичної Москви, події книг розширеного всесвіту відбуваться у найрізноманітніших місцях, серед них: Москва, Санкт-Петербург, Ленінградська область, Нижній Новгород, Тверська область, Московська область, Кольський півострів, Ростов-на-Дону, Самара, Новосибірськ, Єкатеринбург, Калінінградська область. Дія деяких книг серії відбувається в інших місцях за межами Росії, зокрема в Україні, Білорусі, Великобританії, Італії, Польщі та Антарктиді.

## Відеоігри
Відеогра у жанрі шутер від першої особи під назвою Metro 2033 розроблена українською компанією 4A Games та видана у березні 2010 року компанією THQ. Продовження гри, Metro: Last Light, вийшло у травні 2013 року. У 2014 році вийшли redux-версії ігор з оновленою графікою та геймплеєм, з усім раніше випущеним завантажуваним контентом у комплекті. Третя гра, Metro Exodus, вийшла у лютому 2019 року.
| Назва             | Рік                                                               | Деталі |
| ----------------- | ----------------------------------------------------------------- | --- |
| Metro 2033        | - ПА: 16 березня 2010 - АЛ: 18 березня 2010 - ЄС: 19 березня 2010 | - Гра від першої особи - Перша гра серії, розроблена компанією 4A Games та видана компанією THQ - Створена на рушії 4A Engine |
| Metro: Last Light | - ПА: 14 травня 2013 - АЛ: 16 травня 2013 - ЄС: 17 травня 2013    | - Продовження історії Metro 2033 - Видана Deep Silver після того, як THQ стала банкрутом - Не є адаптацією роману Метро 2034  |
| Metro Redux       | - ПА: 26 серпня 2014 - АЛ: 4 вересня 2014 - ЄС: 29 серпня 2014    | - Ремастер-версії Metro 2033 та Metro: Last Light - Продано 1,5 мільйона копій                                                |
| Metro Exodus      | 15 лютого 2019                                                    | - Продовження історії Metro: Last Light - Розробка гри розпочалася у 2014 році у студіях 4A Games на Мальті та у Києві        |
| Metro Awakening   | 7 листопада 2024 року                                             | - Гра лише для віртуальної реальності: PlayStation VR2, Meta Quest та Steam VR                                                |

## Інші романи
Всесвіт Метро 2033 є серією оповідань, повістей та романів, що охоплює різні жанри, починаючи від постапокаліптичного екшену і закінчуючи романтикою, написана різними авторами. Незважаючи на те, що вони написані різними авторами, всі оповідання розширеної серії Метро підтримуються Дмитром Глуховським і рекламуються на офіційному сайті Метро.
| Автор                             | Назва                 | Локації | Дата публікації |
| --------------------------------- | --------------------- | --- | --------------- |
| Володимир Березін                 | Дорожні знаки         | Москва, Санкт-Петербург, Ленінградська область, Тверська область, Московська область | Грудень 2009    |
| Сергій Антонов                    | Темні тунелі          | Москва | Січень 2010     |
| Шимун Врочек                      | Пітєр                 | Санкт-Петербург, Ленінградська область | Лютий 2010      |
| Андрій Дьяков                     | До світла             | Санкт-Петербург, Ленінградська область | Червень 2010    |
| Андрій Єрпильов                   | Вихід силою           | Москва | Липень 2010     |
| Сергій Кузнєцов                   | Мармуровий рай        | Москва, Московська область | Серпень 2010    |
| Сурен Цормудян                    | Блукач                | Москва | Вересень 2010   |
| Андрій Буторін                    | Північ                | Кольський півострів, Мурманськ | Жовтень 2010    |
| Сергій Антонов                    | В інтересах революції | Москва | Листопад 2010   |
| Олександр Шакілов                 | Війна кротів          | Київ | Грудень 2010    |
| Руслан Мельников                  | Муранча               | Ростов-на-Дону | Січень 2011     |
| Сергій Палій                      | Безіменний            | Самара | Лютий 2011      |
| Сергій Москвін                    | Побачити сонце        | Новосибірськ | Березень 2011   |
| Андрій Гребенщиков                | Під пеклом            | Єкатеринбург | Квітень 2011    |
| Анна Калінкіна                    | Примарна станція      | Москва | Червень 2011    |
| Андрій Дьяков                     | У темряву             | Санкт-Петербург, Ленінградська область | Червень 2011    |
| Сергій Зайцев                     | Санітари              | Москва | Серпень 2011    |
| Грант МакМастер                   | Британнія             | Глазго, Шотландія, Англія, Карлайл, Йорк, Донкастер, Шеффілд, Честерфілд, Лестер, Лондон | Вересень 2011   |
| Ігор Вардунас                     | Крижана в'язниця      | Балтійське море, Ла-Манш, Атлантичний океан, Африка, Антарктида | Жовтень 2011    |
| Андрій Буторін                    | Облога раю            | Кольський півострів, Полярні Зорі | Листопад 2011   |
| Вебсайт «Мешканці Метро 2033»     | Останній притулок     | Москва, Санкт-Петербург, Московська область, Новосибірськ, Єкатеринбург, Нижній Новгород, Краснодар, Бійськ, Сочі | Грудень 2011    |
| Сергій Антонов                    | Непохований           | Москва | Січень 2012     |
| Андрій Чернецов, Валентин Леженда | Засліпляюча порожнеча | Москва, Харків | Січень 2012     |
| Тулліо Аволедо                    | Коріння неба          | Рим, Лаціо, Торрита-Тіберина, Умбрія, Марке, Урбіно, Емілія-Романья, Ріміні, Сантарканджело-ді-Романья, Равенна, Венето, Венеція                                                                                                 | Березень 2012   |
| Анна Калінкіна                    | Царство щурів         | Москва | Березень 2012   |
| Захар Петров                      | MRLs                  | Мінськ | Травень 2012    |
| Сурен Цормудян                    | Спадщина предків      | Калінінград | Липень 2012     |
| Денис Шабалов                     | Право на силу         | Сердобськ | Серпень 2012    |
| Тимофій Калашников                | Зворотній бік світу   | Москва | Вересень 2012   |
| Сергій Москвін                    | Голод                 | Нова Земля | Жовтень 2012    |
| Ірина Баранова, Костянтин Беньов  | Свідок                | Санкт-Петербург | Листопад 2012   |
| Андрій Буторін                    | Донька небесного духу | Кольський півострів, Мурманськ | Грудень 2012    |
| Андрій Дьяков                     | За горизонтом         | Санкт-Петербург, Вологда, Череповець, Ярославська область, Рибинськ, Ярославль, Івановська область, Татарстан, Казань, Башкортостан, Бєлорєцьк, Ямантау, Оренбурзька область, Дагестан, Каспійськ, Приморський край, Владивосток | Січень 2013     |
| Денис Шаболов                     | Право на життя        | Сердобськ, Пензенська область, Мордовія, Татарстан, Марій Ел, Республіка Комі, Кіровська область | Березень 2013   |
| Тулліо Аволедо                    | Хрестовий похід дітей | Мілан | Березень 2014   |
| Павел Майка                       | Обіцяний край         | Нова Гута, Краків, Польща | Серпень 2014    |
| Роберт Дж. Шмідт                  | Безодня               | Вроцлав | Серпень 2015    |
| Сергій Семенов                    | Очима Чужого          | Нижній Новгород | Грудень 2015    |
| Роберт Дж. Шмідт                  | Вежа                  | Вроцлав | Травень 2016    |
| Павел Майка                       | Обіцяна людина        | Краків | Листопад 2016   |
| Артур Хмелевський                 | Ахроматопсія          | Варшава | Березень 2017   |
| П'єр Бордаж                       | Лівий берег           | Париж | Травень 2020    |
| П'єр Бордаж                       | Правий берег          | Париж | Березень 2021   |

## Переклади
Більшість творів серії спочатку були випущені в Росії. Деякі книги зі всесвіту Метро 2033 такі як «Пітєр», «До світла» і «У темряву» були перекладені такими мовами, як німецька, польська та шведська. До 2014 року і виходу відеоігор Metro 2033 і Metro: Last Light жодна книга серії не була випущена в країні, де англійська мова є провідною.

## Інші медіа
Графічний роман «Metro 2033: Britannia Comic Prologue» створений за мотивами прологу роману Metro 2033 Britannia, був опублікований у 2012 році. Історія написана автором роману Грантом МакМастером та проілюстрована Бенедиктом Холлісом. Він доступний для вільного завантаження і, на відміну від романів, англійською, а не російською мовою.
У 2011 році була випущена настільна гра Метро 2033 за мотивами оригінального роману. Вона була розроблена Сергієм Голубкіним і видана видавництвом Світ хобі.
Серія Метро також розроблялася для екранізації Майклом Де Лукою та Solipsist Films, але угода була скасована Глуховським через його несхвалення американізації його твору. Новий і єдиний російський проєкт екранізації Метро 2033 був анонсований у 2019 році для запланованого на 2022 рік випуску.